# Олдани, Стефано
Стефано Олдани (итал. Stefano Oldani); (род. 10 января 1998, Милан) — итальянский профессиональный шоссейный велогонщик, выступающий с 2020 года за команду мирового тура «Lotto Soudal».

## Достижения
2015
3-й Gran Premio dell'Arno (юниоры)
2016
1-й  Чемпион Италии — Индивидуальная гонка (юниоры)
1-й  Гран-при Рублиланда (юниоры) — Очковая классификация
1-й — Этап 4
2017
1-й Mémorial Guido Zamperioli U23
1-й Targa Libero Ferrario U23
2-й Medaglia d'Oro Nino Ronco U23
3-й Grand Prix de la ville de Felino
3-й Coppa d'Inverno
6-й GP Capodarco
2018
1-й  Чемпион Италии — Индивидуальная гонка U23
1-й  Чемпион Италии — Командная гонка с раздельным стартом U23
2-й Coppa del Grano U23
3-й Freccia dei Vini
5-й Trofeo PIVA
2019
2-й Gran Premio Industria e Commercio Artigianato Carnaghese
5-й Istrian Spring Trophy — Генеральная классификация
7-й Тур Венгрии — Генеральная классификация
7-й Poreč Trophy